# Potenciació

Gràfics de y=b^{x} per diverses bases b: base 10 (verd), base e (vermell), base 2 (blau) i base ½ (cian). Cada corba passa pel punt (0,1) perquè qualsevol nombre diferent de zero elevat a zero és u. En x=1, el valor de y equival a la base perquè qualsevol nombre elevat a u és ell mateix.

La potenciació és una operació matemàtica denotada per bn que comprèn l'ús de dos nombres, la base b i l'exponent (o potència) n. Quan n és un enter positiu, la potenciació correspon a una multiplicació repetida; en altres paraules, equival al producte de n factors, cadascun dels quals és igual a b:
{\displaystyle b^{n}=\underbrace {b\times \cdots \times b} _{n}}
Es pot fer l'analogia amb la multiplicació: quan es multiplica un nombre per un enter positiu, l'operació correspon a una suma repetida:
{\displaystyle b\times n=\underbrace {b+\cdots +b} _{n}}
L'exponent se sol escriure en forma de superíndex a la dreta de la base. La potenciació bn es pot llegir de les següents maneres: «b elevat a n», «b elevat a la n-èsima potència» o, de manera curta, «b a la n». Alguns exponents tenen la seva pròpia pronunciació: per exemple, b² es llegeix «b al quadrat» i b3 es llegeix «b al cub».
La potència bn també es pot definir quan n és un enter negatiu, per una base b diferent de zero. No existeix cap extensió natural per tots els b i n reals, però quan la base b és un nombre real positiu, bn es pot definir per tots els exponents n reals i fins i tot complexos mitjançant la funció exponencial ez. Les funcions trigonomètriques es poden expressar en termes de potenciació complexa.T
La potenciació en la qual l'exponent és una matriu s'utilitza per resoldre sistemes d'equacions diferencials lineals.
La potenciació es fa servir a bastament en molts camps, entre els quals l'economia, la biologia, la química, la física i la informàtica, i té aplicacions tan diverses com l'interès compost, el creixement de la població, la cinètica química de reaccions, el comportament d'ones i la criptografia de clau pública.

## Exponents enters
L'operació de potenciació amb exponents enters tal sols requereix el coneixement d'àlgebra elemental.

### Exponents enters positius
Formalment, les potències d'exponent enter positiu es poden definir per la condició inicial
{\displaystyle b^{1}=b}
i la relació de recurrència
{\displaystyle b^{n+1}=b^{n}\cdot b}
A partir de l'associativitat de la multiplicació, es dedueix que per qualssevol enters m i n,
{\displaystyle b^{m+n}=b^{m}\cdot b^{n}}

### Exponents enters arbitraris
Per una b diferent de zero i una n positiva, la relació de recurrència de la secció anterior es pot reescriure com
{\displaystyle \,b^{n}={\frac {b^{n+1}}{b}}}
Si es defineix aquesta relació com a vàlida per tot enter n i per tot b diferent de zero, s'obté que
{\displaystyle {\begin{aligned}b^{0}&={\frac {b^{1}}{b}}=1\\b^{-1}&={\frac {b^{0}}{b}}={\frac {1}{b}}\end{aligned}}}
i, més generalment,
{\displaystyle b^{-n}={\frac {1}{b^{n}}}}
per qualsevol b diferent de zero i qualsevol n enter no negatiu (i, evidentment, qualsevol enter n).
Es poden fer les següents observacions:
- Qualsevol nombre elevat a l'exponent 1 és el mateix nombre.
- Qualsevol nombre diferent de zero elevat a 0 és 1; una interpretació d'aquestes potències és com un producte buit.
- Aquestes equacions no determinen el valor de 00, tal com es discuteix més avall.
- Elevar 0 a un exponent negatiu implicaria una divisió per zero, per la qual cosa aquesta operació roman indefinida.

La identitat
{\displaystyle b^{m+n}=b^{m}b^{n}}
inicialment definida tan sols per enters positius m i n, es manté per enters arbitraris m i n, amb la restricció que m i n han de ser ambdós positius quan b és zero.

### Interpretació combinatòria
Per enters no negatius n i m, la potència nm equival a la cardinalitat del conjunt de m tuples d'un conjunt de n elements o, cosa que és el mateix, la quantitat de paraules de m lletres d'un alfabet de n lletres.
| 0⁵ = │ {} │ = 0                                                                         | No hi ha cap 5-tupla en un conjunt buit.                |
| 14 = │ { (1,1,1,1) } │ = 1                                                              | Hi ha una 4-tupla en un conjunt d'un element.           |
| 23 = │ { (1,1,1), (1,1,2), (1,2,1), (1,2,2), (2,1,1), (2,1,2), (2,2,1), (2,2,2) } │ = 8 | Hi ha vuit 3-tuples en un conjunt de dos elements.      |
| 3² = │ { (1,1), (1,2), (1,3), (2,1), (2,2), (2,3), (3,1), (3,2), (3,3) } │ = 9          | Hi ha nou 2-tuples en un conjunt de tres elements.      |
| 4¹ = │ { (1), (2), (3), (4) } │ = 4                                                     | Hi ha quatre 1-tuples en un conjunt de quatre elements. |
| 50 = │ { () } │ = 1                                                                     | Hi ha exactament una tupla buida.                       |

### Identitats i propietats
Les següents identitats es mantenen sempre que la base sigui diferent de zero quan l'exponent enter no sigui positiu:
{\displaystyle {\begin{aligned}b^{m+n}&=b^{m}\cdot b^{n}\\(b^{m})^{n}&=b^{m\cdot n}\\(b\cdot c)^{n}&=b^{n}\cdot c^{n}\end{aligned}}}
La potenciació no és commutativa, al contrari que la suma i la multiplicació, que sí que ho són. Per exemple, 2 + 3 = 3 + 2 = 5 i 2 · 3 = 3 · 2 = 6, però 23 = 8, mentre que 3² = 9. Tampoc és propietat associativa, mentre que la suma i la multiplicació sí que ho són. Per exemple, (2 + 3) + 4 = 2 + (3 + 4) = 9 i (2 · 3) · 4 = 2 · (3 · 4) = 24, però 23 elevat a 4 és 84 o 4.096, mentre que 2 elevat a 34 és 281 o 2.417.851.639.229.258.349.412.352. Si no hi ha parèntesis per modificar l'ordre de càlcul, per convenció l'ordre és de dalt a baix, i no pas de baix a dalt:
{\displaystyle b^{p^{q}}=b^{(p^{q})}\neq (b^{p})^{q}=b^{(p\cdot q)}=b^{p\cdot q}}

### Bases particulars

#### Potències de deu
En el sistema numeral de base deu (decimal), les potències enteres de 10 s'escriuen com el dígit 1 seguit o precedit per un cert nombre de zeros determinat pel signe i la magnitud de l'exponent. Per exemple, 103 = 1.000 i 10−4 = 0,0001.
La potenciació de base 10 s'utilitza en la notació científica per denotar nombres molt grans o molt petits. Per exemple, 299.792.458 m/s (la velocitat de la llum en el buit, en metres per segon) es pot escriure com 2,99792458 × 108 m/s. També es fan servir els prefixos del SI (basats en potències de 10) per descriure quantitats grans o petites. Per exemple, el prefix «kilo-» significa 103 = 1.000: un quilòmetre són 1.000 metres.

#### Potències de dos
Les potències de dos són importants en informàtica perquè hi ha 2n valors possibles d'una variable binària de n bits. També són fonamentals en teoria de conjunts, ja que un conjunt de n membres té un conjunt potència –o conjunt de tots els subconjunts del conjunt original de 2n membres. Les potències negatives de 2 també es fan servir.
En el sistema numeral de base 2 (binari), les potències enteres de 2 s'escriuen com un 1 seguit o precedit per un cert nombre de zeros determinat pel signe i la magnitud de l'exponent. Per exemple, dos elevat a tres s'escriu 1000.

#### Potències d'u
Les potències de l'u són totes una de sola: 1n = 1.

#### Potències de zero
Si l'exponent és positiu, la potència de zero és zero: 0n = 0, on n > 0. D'altra banda, si l'exponent és negatiu, la potència de zero (0n, on n < 0) és indefinida a causa de la divisió per zero. Finalment, si l'exponent és zero, alguns autors defineixen 00 = 1, mentre que d'altres ho determinen indefinit, tal com es discuteix més avall.

#### Potències de menys u
Si n és un enter parell, llavors (−1)n = 1. Si, al contrari, n és un enter senar, llavors (−1)n = −1. Gràcies a aquesta propietat, les potències de -1 són útils per expressar seqüències alternades. Per una discussió similar de les potències del nombre complex i, vegeu la secció Potències de nombres complexos.

### Exponents grans
El límit d'una seqüència de potències d'un nombre major que u és divergent, és a dir, creix sense límit:
bn → ∞ quan n → ∞ per b > 1
Això es pot llegir com «b elevat a n tendeix a +∞ quan n tendeix a infinit per una b major que u».
Les potències d'un nombre de valor absolut menor que u tendeixen a zero:
bn → 0 quan n → ∞ per |b| < 1
Qualsevol potència d'u és el nombre mateix:
bn = 1 per tot n si b = 1
Si el nombre b varia tendint a 1 quan l'exponent tendeix a infinit llavors el límit no és necessàriament cap dels anteriors. Un cas particularment important és el següent (vegeu la secció Funció exponencial):
(1 + 1/n)n → e quan n → ∞
D'altres límits, especialment els que tendeixen a formes indeterminades, es descriuen a la secció Límits de potències.

## Exponents racionals

De dalt a baix: x^{1/8}, x^{1/4}, x^{1/2}, x¹, x², x^{4} i x^{8}

L'arrel enèsima d'un nombre b és un nombre x tal que {\displaystyle x^{n}=b}. Si b és un nombre real positiu i n és un enter positiu, existeix exactament una solució real positiva per {\displaystyle x^{n}=b}. Aquesta solució s'anomena arrel n-èsima principal de b. Es denota per n√b, on √  és el símbol de radical; alternativament, es pot escriure com b1/n. Per exemple: 41/2 = 2, 81/3 = 2,
Si n és parell, llavors {\displaystyle x^{n}=b} té dues solucions reals si b és positiu, que són les arrels enèsimes positiva i negativa. L'equació no té solució real si b és negatiu. D'altra banda, si n és imparell, llavors {\displaystyle x^{n}=b} té una solució real. La solució és positiva si b és positiu i negativa si b és negatiu.
Les potències racionals m/n, on m/n és una fracció irreduïble, són positives si m és parell, negatives si b és negativa i m i n són imparells, i poden ser de qualsevol signe si b és positiva i n és parell. (−27)1/3 = −3, (−27)2/3 = 9, i 43/2 té dues arrels, 8 i −8. Com que no hi ha cap nombre real x tal que x² = −1, la definició de bm/n quan b és negativa i n és parell ha de fer servir la unitat imaginària i, tal com es descriu en detall a la secció Potències de nombres complexos.
Una potència d'un nombre real positiu b amb exponent racional irreduïble m/n satisfà
{\displaystyle b^{\frac {m}{n}}=\left(b^{m}\right)^{\frac {1}{n}}={\sqrt[{n}]{b^{m}}}}
on m és un enter i n és un enter positiu.
Cal anar amb compte quan s'apliquen les lleis d'identitat de potència amb arrels enèsimes negatives. Per exemple, −27 = (−27)((2/3)⋅(3/2)) = ((−27)2/3)3/2 = 93/2 = 27 és clarament incorrecte. El problema aquí ocorre quan es pren l'arrel quadrada positiva en comptes de la negativa en el darrer pas; vegeu la secció Fallada de les identitats de potències i logaritmes per una descripció del problema general amb nombres complexos.

## Operacions amb potències
Quan s'opera amb potències, existeixen algunes simplificacions per casos especials.

### Multiplicació de potències amb la mateixa base
Quan es multipliquen potències de la mateixa base, es manté la base i se sumen els exponents.
{\displaystyle b^{m}\cdot b^{n}\cdot b^{o}...=b^{m+n+o...}\ }

### Potència d'una potència
La potència d'una potència s'obté multiplicant els exponents.
{\displaystyle (b^{m})^{n}=b^{m\cdot n}}

### Producte o quocient de potències d'exponent igual
Quan dues o diverses potències tenen la mateixa base però diferents exponents, primer es fa la divisió de les bases i després s'eleva a l'exponent indicat.
{\displaystyle a^{n}\cdot b^{n}=(a\cdot b)^{n}}
{\displaystyle {\frac {a^{n}}{b^{n}}}=\left({\frac {a}{b}}\right)^{n}}

### Potència d'un producte
Quan tenim una multiplicació entre parèntesis elevada a n, aquest nombre n val per a tots els nombres que estan dintre del parèntesi.
{\displaystyle (a\cdot b\cdot c)^{n}=a^{n}\cdot b^{n}\cdot c^{n}}

### Potència d'exponent 0
Per definició, tot nombre elevat a 0 dona 1. Això és perquè
{\displaystyle a^{0}=a^{n-n}={\frac {a^{n}}{a^{n}}}=1\Rightarrow a^{0}=1\,}

### Potència amb exponent fraccionari
Quan l'exponent de a és una fracció n/m, el resultat és l'arrel m de a elevat a n:
{\displaystyle a^{\frac {n}{m}}={\sqrt[{m}]{a^{n}}}}
es pot treballar en forma d'arrel aritmètica.

### Potències d'exponent negatiu
L'expressió {\displaystyle a^{-n}\,}, tenint en compte que a és un nombre real diferent de zero i n, un nombre natural, equival a l'invers de la base elevada a la mateixa potència amb exponent positiu, és a dir:
{\displaystyle a^{-n}={\frac {1}{a^{n}}}}

## Pertinença a un exponent
Hom diu que el nombre enter {\displaystyle a} pertany a l'exponent {\displaystyle r} {\displaystyle {\pmod {n}}} si {\displaystyle r} és l'exponent no negatiu més petit que fa {\displaystyle a^{r}\equiv 1{\pmod {n}}}.
Des del punt de vista de la teoria de grups, que {\displaystyle a} pertanyi l'exponent {\displaystyle r} {\displaystyle {\pmod {n}}} és el mateix que dir que el subgrup cíclic de {\displaystyle \mathbb {Z} /(n)^{\ast }}, el grup multiplicatiu de les unitats de l'anell {\displaystyle \mathbb {Z} /(n)}, generat per la classe {\displaystyle a}, té ordre {\displaystyle r}.
Quan {\displaystyle r=\phi (n)} ({\displaystyle \phi } és la funció Fi d'Euler), és a dir, quan {\displaystyle r} és, precisament, l'ordre del grup {\displaystyle \mathbb {Z} /(n)^{\ast }}, la classe {\displaystyle a} genera tot el grup i, aleshores, es diu que és una arrel primitiva {\displaystyle {\pmod {n}}}.